# Roodstuitleeuwaapje
Het roodstuitleeuwaapje (Leontopithecus chrysopygus)  is een zoogdier uit de familie van de klauwaapjes (Callitrichidae). De wetenschappelijke naam van de soort werd voor het eerst geldig gepubliceerd door Johann Christian Mikan in 1823.

## Voorkomen
De soort komt voor in Brazilië.